# Тескоко (озеро)
Теско́ко (ісп. Texcoco) — безстічне висихаюче озеро в Мексиці. Розташоване на висоті 2239 м на захід від столиці — міста Мехіко. Осушена частина озера є джерелом пилових бур.
В 1325 році плем'я теночків заснувало на озері місто Теночтітлан.